# Carles Boix

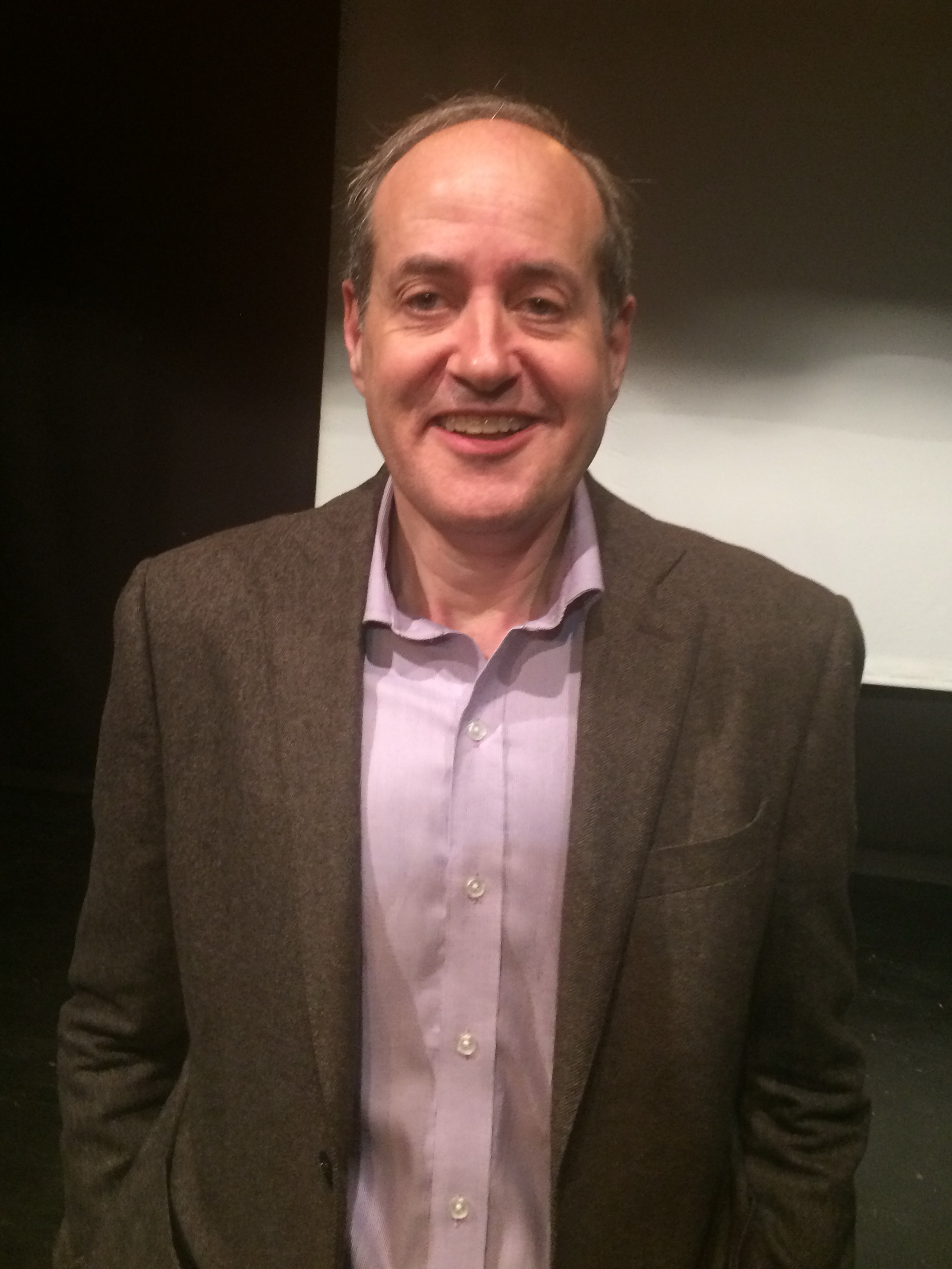
Carles Boix

Carles Boix i Serra (Barcelona, 29 de junho de 1962) é um cientista político catalão e americano especializado em política comparada, atualmente lecionando na Universidade de Princeton . Ele é um importante acadêmico em teoria democrática empírica e economia política comparada.
Boix estudou na Universidade de Barcelona, em sua cidade natal, e obteve seu mestrado e doutorado na Universidade de Harvard . Ele lecionou na Universidade Estadual de Ohio e na Universidade de Chicago antes de ingressar no corpo docente do Departamento de Política da Universidade de Princeton, onde é Professor Robert Garrett de Política e Assuntos Públicos na Princeton School of Public and International Affairs. 
Boix publicou Political Parties, Growth and Equality (Cambridge University Press, 1998), Democracy and Redistribution (Cambridge University Press, 2003), Political Order and Inequality (Cambridge University Press, 2015) e Democratic Capitalism at the Crossroads (Princeton University Press, 2019). Ele foi coeditor do Oxford Handbook of Comparative Politics (Oxford University Press, 2007) e publicou em periódicos importantes como American Political Science Review, American Journal of Political Science, British Journal of Political Science, Journal of Law, Economics and Organization, Journal of Politics, International Organization e World Politics .
Boix recebeu uma bolsa Guggenheim em 2004, enquanto estava em Chicago .   Em 2010, foi nomeado membro da Academia Americana de Artes e Ciências .  

## Principais obras
- Democratic Capitalism at the Crossroads. Technological Change and the Future of Politics. Princeton: Princeton University Press, 2019.
- Political Order and Inequality. New York: Cambridge University Press, 2015.
- Democracy and Redistribution. New York: Cambridge University Press, 2003.
- Political Parties, Growth, and Equality. Conservative and Social Democratic Strategies in the World Economy. New York: Cambridge University Press, 1998.